# Mary Jane Ward
Pour les articles homonymes, voir Ward.
Cet article possède un paronyme, voir Mary Ward.
Mary Jane Ward (ou M. J. Ward, née en 1905 dans l'Indiana et décédée en 1981) est une musicienne et romancière américaine connue pour son roman La Fosse aux serpents (The Snake Pit) publié en 1946, puis devenu un film sous le même titre en 1948. Elle s'est mariée à 28 ans à un statisticien. 
Elle souffrait de troubles psychotiques lorsqu'elle a été hospitalisée au Rockland State Hospital de New York en 1941. Son roman largement autobiographique présente aussi un intérêt pour l'histoire de la psychiatrie et celle de l'introduction de la psychanalyse dans  les traitements psychiatriques hospitaliers. Le roman puis le film, décrivent l'impuissance et la rudesse des traitements qu'elle a subis, entre autres les traitements de chocs (sismothérapie) jusqu'à ce qu'un psychanalyste, le Dr Gerard Chrzanowski, qui apparaît dans le roman sous le nom du Dr Kik accepte de l'écouter et l'aide ainsi à sortir de ses souffrances. Elle avait été diagnostiquée comme schizophrène mais souffrait plus probablement de psychose maniaco-dépressive avec des phases maniaques[réf. souhaitée].

## Citation
- « Autrefois, pour guérir les fous, on les jetait dans la fosse aux serpents, avec l'espoir qu'une expérience capable de faire perdre la raison aux gens normaux pourrait la rendre à ceux qui l'avaient perdue »...

### Ouvrage
- La Fosse aux serpents, éd. Marabout-poche, 1968.

### Film
- La Fosse aux serpents, DVD, avec Olivia de Havilland et Celeste Holm, réalisé par Anatole Litvak, sous-titres en français, 2007, ASIN B000MZGSNQ.